# Ishimbay
Ishimbay (tiếng Nga: Ишимбай) là một thành phố Nga. Thành phố này thuộc chủ thể Cộng hòa Bashkortostan. Thành phố có dân số 70.195 người (theo điều tra dân số năm 2002). Đây là thành phố lớn thứ 222 của Nga theo dân số năm 2002. Dân số qua các thời kỳ: